# Talčji Vrh
Tálčji Vŕh je naselje v Sloveniji.

## Zgodovina
Na območju vasi so odkrili starorimske materialne zgodovinske vire.

## Geografija
Povprečna nadmorska višina naselja je 199 m.
Pomembnejša bližnja naselja so: Otovec (1,5 km) in Črnomelj (4 km).